# Thomas Seifert (General)
Thomas Seifert (* 26. Januar 1965 in Zschopau) ist ein Brigadegeneral der Luftwaffe der Bundeswehr und seit November 2022 Chef des Stabes im Multinationalen Kommando Operative Führung in Ulm. Seifert ist, nach Brigadegeneral Gert Gawellek, der zweite aus der ehemaligen Nationalen Volksarmee übernommene Offizier der Bundeswehr, der die Dienstgradgruppe der Generale erreicht hat.

## Militärische Laufbahn

### Ausbildung und erste Verwendungen
Seifert trat 1983 in die Nationale Volksarmee ein. Im Anschluss absolvierte er die Offizierausbildung und ein Studium der Luftfahrzeugtechnik an der Offiziershochschule der Luftstreitkräfte/Luftverteidigung „Franz Mehring“ in Kamenz. Ab 1987 wurde er als Flugzeugtechniker für MiG-29 im Jagdfliegergeschwader 3 in Preschen verwendet. 1990 erfolgte die Übernahme in die Bundeswehr als Luftfahrzeugtechnischer Offizier im Erprobungsgeschwader MiG-29 am selben Standort. 1993 wurde Seifert als Luftfahrzeugtechnischer Offizier zum Jagdbombergeschwader 31 nach Nörvenich versetzt. Es folgte ab 1997 eine Verwendung als Luftfahrzeugtechnischer Offizier (Werftensteuerung) im Luftwaffenunterstützungskommando in Köln. Von 1999 bis 2001 nahm Seifert am 44. Generalstabslehrgang Luftwaffe an der Führungsakademie der Bundeswehr in Hamburg teil, wo er zum Offizier im Generalstabsdienst ausgebildet wurde.

### Dienst als Stabsoffizier
Die erste Verwendung als Generalstabsoffizier führte Seifert 2001 als Referent Luftwaffenplanung in den Führungsstab der Luftwaffe im Bundesministerium der Verteidigung nach Bonn. Es folgte 2004 eine weitere ministerielle Verwendung als Referent Modernisierung im Planungsstab des Bundesministers der Verteidigung in Berlin. 2005 wurde Seifert Kommandeur der Technischen Gruppe im Jagdbombergeschwader 32 auf dem Fliegerhorst Lechfeld. Im Anschluss wurde er 2007 Rüstungsstabsoffizier im Waffensystemkommando der Luftwaffe in Köln. Ab 2008 wurde er als Adjutant (Luftwaffe) des Generalinspekteurs der Bundeswehr, damals General Wolfgang Schneiderhan, nach Berlin versetzt. Es folgte ab 2010 eine Verwendung als Gruppenleiter G 3 II im Streitkräfteunterstützungskommando in Köln. Im Jahr 2012 wurde Seifert Referatsleiter Grundlagen Einsatzlogistik Luftwaffe im Kommando Luftwaffe in Berlin. Ab 2014 wurde Seifert wieder im Bundesministerium der Verteidigung in Berlin eingesetzt, diesmal als Referatsleiter Internationale Rüstungspolitik in der Abteilung Politik (später Abteilung Ausrüstung).

### Dienst als General
Zum 1. November 2016 wurde Seifert, als Nachfolger von Flottillenadmiral Markus Krause-Traudes, Deputy Chief of Staff (DCOS) Support im Multinationalen Kommando Operative Führung in Ulm. Auf diesem Dienstposten erhielt er auch die Ernennung zum Brigadegeneral. Zum 1. Februar 2021 wurde Seifert wurde DCOS Plans Joint Support and Enabling Command, ebenso in Ulm. Im November 2022 wurde er Chef des Stabes des Multinationalen Kommando Operative Führung in Ulm.

### Auslandseinsätze
- 2011 bis 2012 Leiter der German Armed Forces Technical Advisory Group (GAFTAG), ISAF, Kabul (Afghanistan)

## Privates
Seifert ist verheiratet und hat zwei Kinder.

## Auszeichnungen
- Ehrenkreuz der Bundeswehr in Silber
- Einsatzmedaille der Bundeswehr ISAF in Bronze
- NATO Medal ISAF
- Commemorative Cross for Peace Keeping Missions Abroad (Italien)
- Médaille de la Défense nationale in Bronze (Frankreich)